# Malta (Málta)
Malta (latinul Melita) a Máltai-szigetcsoport legnagyobb szigete, amely a Szicíliától délre kinyúló tenger alatti plató legmagasabb része. Területe 243 km², legmagasabb pontja Ta' Dmejrek (Dingli közelében) 253 méter. A sziget teszi ki Málta területének háromnegyedét.

## Geológiája
Malta egy megdőlt mészkő-tábla, legmagasabb része a déli part, innen észak felé lejt. Szerkezete réteges: az alap és a felszín kemény mészkő, ami puhább rétegeket fog közre. A sorrend a felszíntől lefelé: korallmészkő, zöld homokkő, kék agyag, globigerinás mészkő és végül ismét korallmészkő. A zöld homokkő és a kék agyag csak vékony rétegben települ egyes területeken. A kék agyag - bár csak a dombok lábánál fordul elő - fontos nem csak a termőtalaj-képzés szempontjából, hanem mert vízzáró réteget képezve a felszínre vezeti a kőzetekben összegyűlt esővizet. A réteges szerkezetet sok helyen törések szakítják meg.
Malta szigetének északnyugati részét rengeteg párhuzamosan futó törés szabdalja, irányuk jellemzően délnyugat-északkeleti. Közülük a legnagyobb a Great Fault (Nagy törésvonal), amely Fomm ir-Riħtől Baħar iċ-Ċagħaq-ig tart. Az erózió hatására a törések mélyén termékeny talaj gyűlt össze. A törések képezte öblök és a terep egyenetlenségei miatt ezek a részek sokáig védhetetlennek számítottak, általában a Nagy törésvonal vonalán igyekeztek védekezni az északról jövő támadások ellen. Így az északi - amúgy termékeny - részeket feladva több védelmi rendszer is épült itt, a legfontosabb a britek építette Victoria Lines. A Nagy törésvonaltól délre a táj kevésbé felszabdalt, a Rabat-Dingli-plató korallmészkő tömbje általában kevés termőföldet tart meg, ám kiszögelléseire előszeretettel építkeztek a máltaiak. A sziget többi része északkelet felé enyhén lejtő síkvidék, amelyet wiedek (vízfolyások) szakítanak meg néha. A sziget történelmileg legfontosabb alakzatai a mély öblök: északról dél felé haladva a Marsamxett, a Nagy Kikötő (Il-Port Il-Kbir) és a Marsaxlokki-öböl védett kikötőhelyet jelentettek a szigetek lakóinak.
A szigetet tartó plató körülbelül 15 millió évvel ezelőtt emelkedett ki a Földközi-tengerből az afrikai kőzetlemez északi mozgásának hatására. A szigeteket egymással és Szicíliával összekötő földhíd nagyjából 15 000 éve újra a tengerbe merült.

## Tájai
Az északkeleti rész a sziget legnagyobb összefüggő tájegysége, nagyjából a Nagy törésvonal-Rabat-Siġġiewi-Żurrieq-repülőtér-Żabbar vonalig. Ezen belül meg szokták különböztetni a két nagy öböl környékét, ez ma összefüggő agglomerációt alkot. A keleti part dombjai mezőgazdasági művelésre is alkalmasak, öblei ipari és turisztikai szempontból is jelentősek. Ezeken a területeken csak az öblök és félszigetek említhetők meg, mint jellemző geológiai alakzatok. Számos, az év nagy részében száraz vízfolyás kanyarog hosszan a tenger felé, a leghosszabbak Rabat és Mtarfa környékétől futnak a Marsamxettig.
A déli és délnyugati part meredek sziklái, a Dingli Cliffs és a Rdum tas-Sarġ szinte egyenesen húzódnak, fölöttük a sziget legmagasabb része fekszik, kopár tetőkkel és termékenyebb völgyekkel. Errefelé alig található jelentősebb vízfolyás.

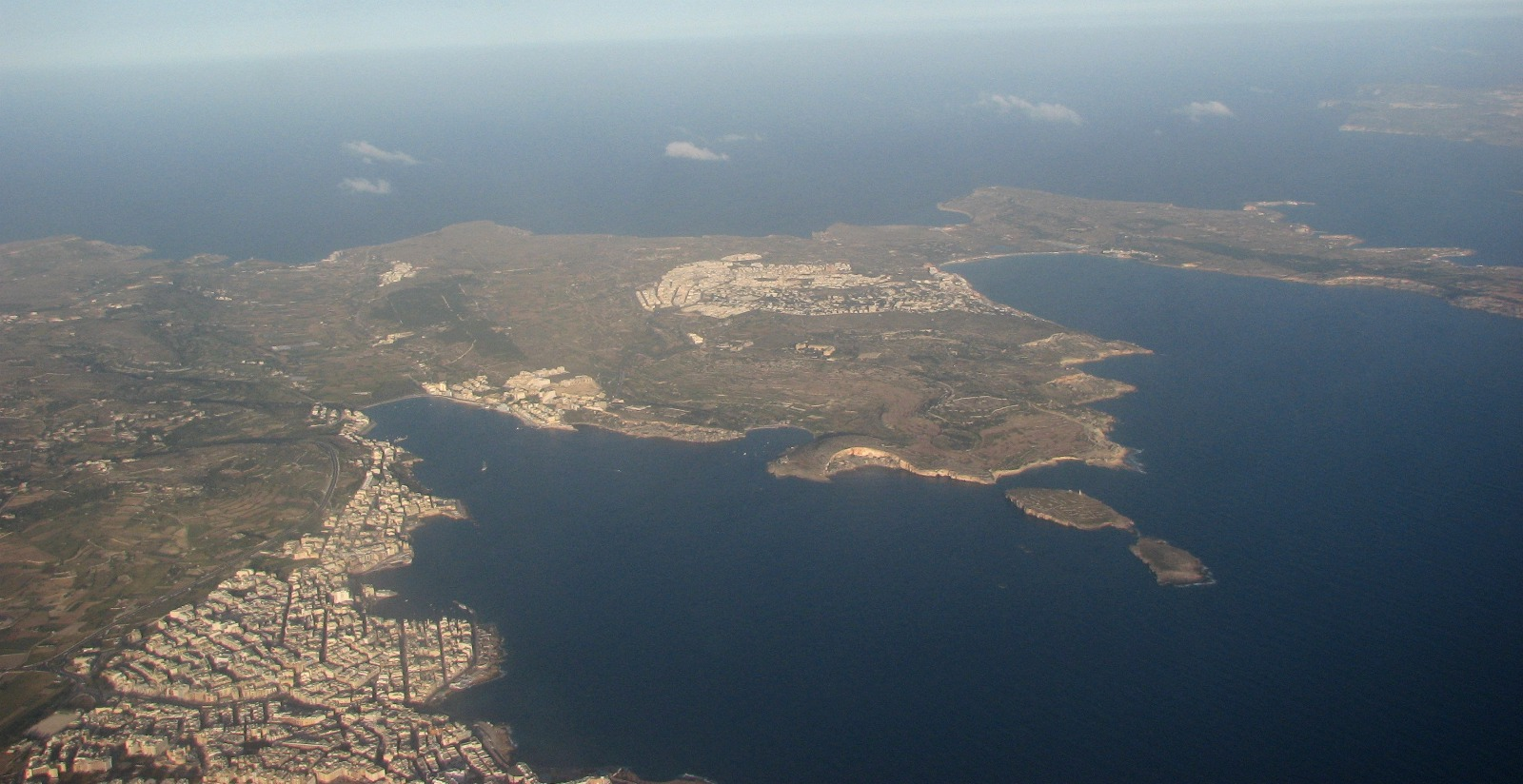
Az északi félsziget törésvonalai

A Nagy törésvonalat elérve a táj hullámzani kezd: a párhuzamos törésvonalak mélyedései között dombgerincek emelkednek ki. A tengerpart is ennek megfelelően változik meg, a völgyeknél mindkét parton öblök sorakoznak, míg a gerincek félszigetekként választják el azokat. A Nagy törésvonal két oldalán a Fomm ir-Riħ (nyugat) és a Baħar iċ-Ċagħaq öblök találhatók. Ezután következik a Wardija gerinc, amely nyugaton a Ras il-Pellegrin fokban, keleten a Ras il-Qawra (Qawra Point) félszigetben végződik. A Pwales-völgyben több település is áll, a nyugati Ramla tal-Mixquqa (Golden Bay) Għajn Tuffieħa részétől nem messze Manikata, a keleti Szent Pál-öböl (St. Paul's Bay) partjain pedig Xemxija, San Pawl il-Baħar és Buġibba. Ezt követi az alacsonyabb Bajda-gerinc és a szűk Mistra-völgy. A következő Mellieħa-gerinc jóval magasabb, és keleten egészen a Selmunett szigetig ereszkedik lefelé. A tágas Għadira völgy a sziget legkeskenyebb pontja, Il-Prajjet (Anchor Bay) és a Mellieħa-öböl között a távolság alig több mint egy kilométer. Az utolsó kiemelkedés a meredek Marfa-gerinc, amely észak felé lankásan ereszkedik bele a Comino-csatornába. A partot félköríves öblök (Paradise Bay, Ramla Bay, Armier Bay). Nyugati vége a Ras il-Quammieħ szirt, keleten a Ponta ta' l-Aħrax (Aħrax Point) félszigetben végződik, ez Malta szigetének legészakibb pontja is.

## Vizei
Természetes állandó vízfolyása nincs. A mészkőrétegek közti agyag miatt a kőzetekben egy időre megmarad az esővíz, ez ideiglenes forrásokat táplál. A magasabb területekről lezúduló esővíz az egyik legfontosabb vízforrás a szigeten.

## Élővilága

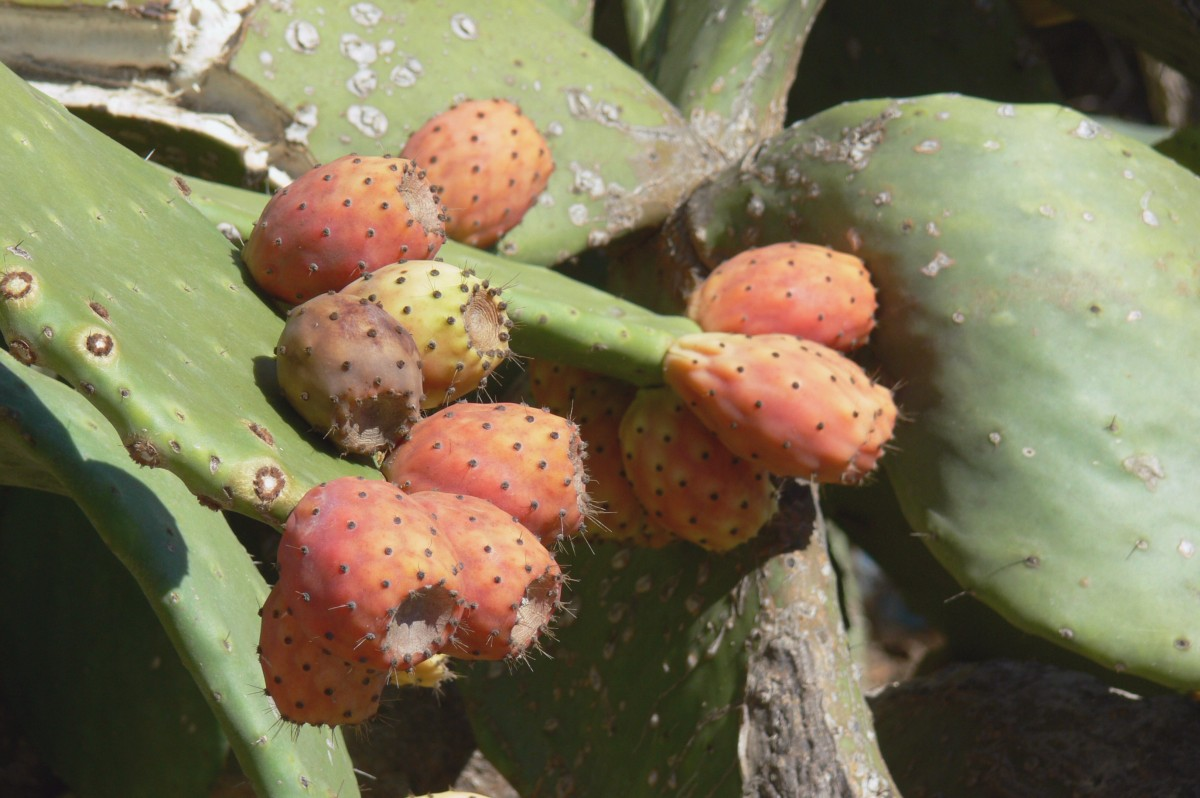
Kaktuszfüge (Opuntia ficus-indica)

Mai élővilága - a víz hiánya miatt is - meglehetősen szegény. Összefüggő erdőségeit már a bronzkorra kiirtották, és mivel az újratelepítések máig sorra kudarcot vallottak, a termőtalajt sok helyen eltüntette az erózió. A második világháború óta igyekeznek olajfafélék, eukaliptusz és más fák telepítésével megmenteni a megmaradt termőterületet, ám sok helyütt csak igénytelen növények, rozmaring, borsikafű és fűfélék élnek meg.
A növényzetnek megfelelően mára kevés nagy testű állatfaj maradt a szigeten. A néhány tízezer éve még itt élő törpe állatfajok (víziló, elefánt) kihaltak, ma a legnagyobb állatfajai a nyulak és gyíkok. A tenger közepén állva a sziget fontos pihenőhelye a vándormadaraknak. Az őshonos madárfajok (rigófélék, fecskék) ma már ritkán láthatók. A széles körű és az állam által is eltűrt vadászat alaposan megtizedeli a sziget madárvilágát.

## Története

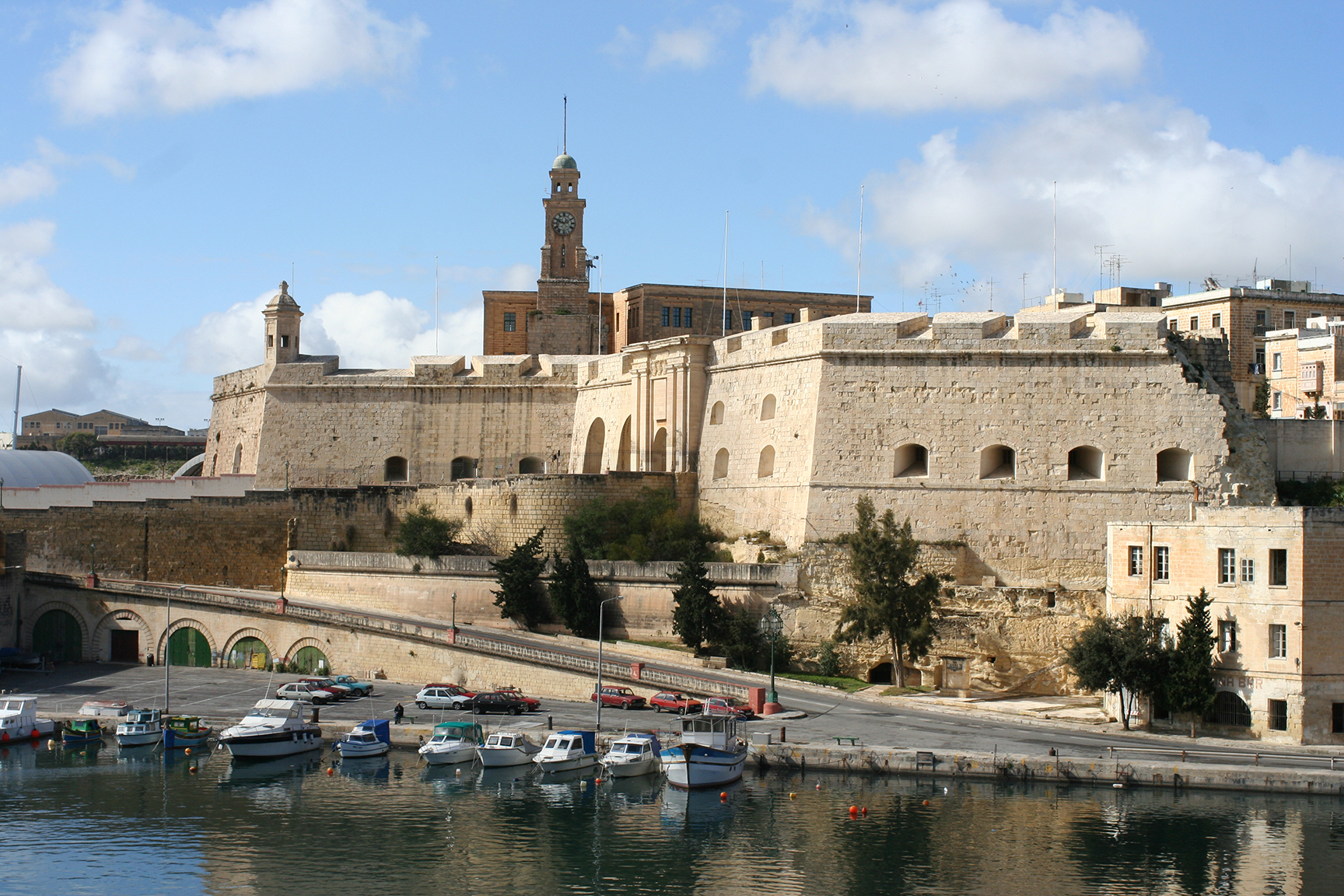
Senglea erődítései

A szigetek történelme szorosan összefügg egymással. Első lakóik kőkori emberek voltak Szicíliából, akik a ma is álló megalitikus templomokat építették. Hirtelen eltűnésük után harciasabb bronzkori népek hódították meg a szigeteket, akiktől a föníciaiak foglalták el Kr. e. 700 körül. Malet szigetén Karthágó uralma Kr. e. 218-ig, a második pun háborúig tartott, amikor Róma elhódította tőle a szigeteket. Az ekkor Melita néven ismert szigeteken szenvedett hajótörést Szent Pál apostol 60-ban. 395-ben a birodalom felosztásakor a Nyugatrómai Birodalom része lett, ám 455-ben elfoglalták a vandálok, akiket néhány évtizeden belül az osztrogótok váltottak. 535-től Bizánc uralta, majd 870-ben elfoglalták az arabok.
Az arab uralom az 1091-es normann hódításig tartott. Ezzel Málta a Szicíliai Királyság része lett. A következő évszázadokban többnyire hűbérbirtok volt. 1530-ban V. Károly német-római császár átadta a Jeruzsálemi Szent János Lovagrendnek, akik a következő évtizedekben többször sikerrel védték meg a törököktől (1551, 1565). A lovagrend önálló államot hozott létre Máltán, ám sem anyagi, sem erkölcsi hátterük nem bizonyult elégségesnek. 1798-ban Napóleon francia katonái elfoglalták, és a britek és a helyiek ostromát két évig állva uralták a szigetet. Ekkor vált első ízben függetlenné egymástól Gozo és Malta.
A franciák kiverése után a britek lettek a szigetek urai, akik jól működő gyarmattá, a Földközi-tengeri Flotta központjává építették ki a kikötők környékét. A Krími háború és az első világháború idején hajójavító és egészségügyi központ volt, a második világháború azonban már a szigeten is pusztított. A tengelyhatalmak bombázásai és a tengeri blokád súlyos éveket hoztak a szigetekre. 1943-ban azonban innen indult az offenzíva Olaszország felszabadítására. A háború után két lehetőség kínálkozott: integráció Nagy-Britanniába, vagy a függetlenség. Végül 1964-ben létrejött a független Málta, amely 1974-től köztársaság. 2004-ben belépett az Európai Unióba.

## Közigazgatás

Málta helyi tanácsainak térképe

A szigeten 54 helyi tanács osztozik:
| - Attard - Balzan - Birgu - Birkirkara - Birżebbuġa - Bormla - Dingli - Fgura - Floriana - Gudja - Gżira - Għargħur - Għaxaq - Ħamrun - Iklin - Isla - Kalkara - Kirkop | - Lija - Luqa - Marsa - Marsaskala - Marsaxlokk - Mdina - Mellieħa - Mġarr - Mosta - Mqabba - Msida - Mtarfa - Naxxar - Paola - Pembroke - Pietà - Qormi - Qrendi | - Rabat - Safi - San Ġiljan - San Ġwann - San Pawl il-Baħar - Santa Luċija - Santa Venera - Siġġiewi - Sliema - Swieqi - Ta' Xbiex - Tarxien - Valletta (Főváros) - Xgħajra - Żabbar - Żebbuġ - Żejtun - Żurrieq |

## Gazdaság

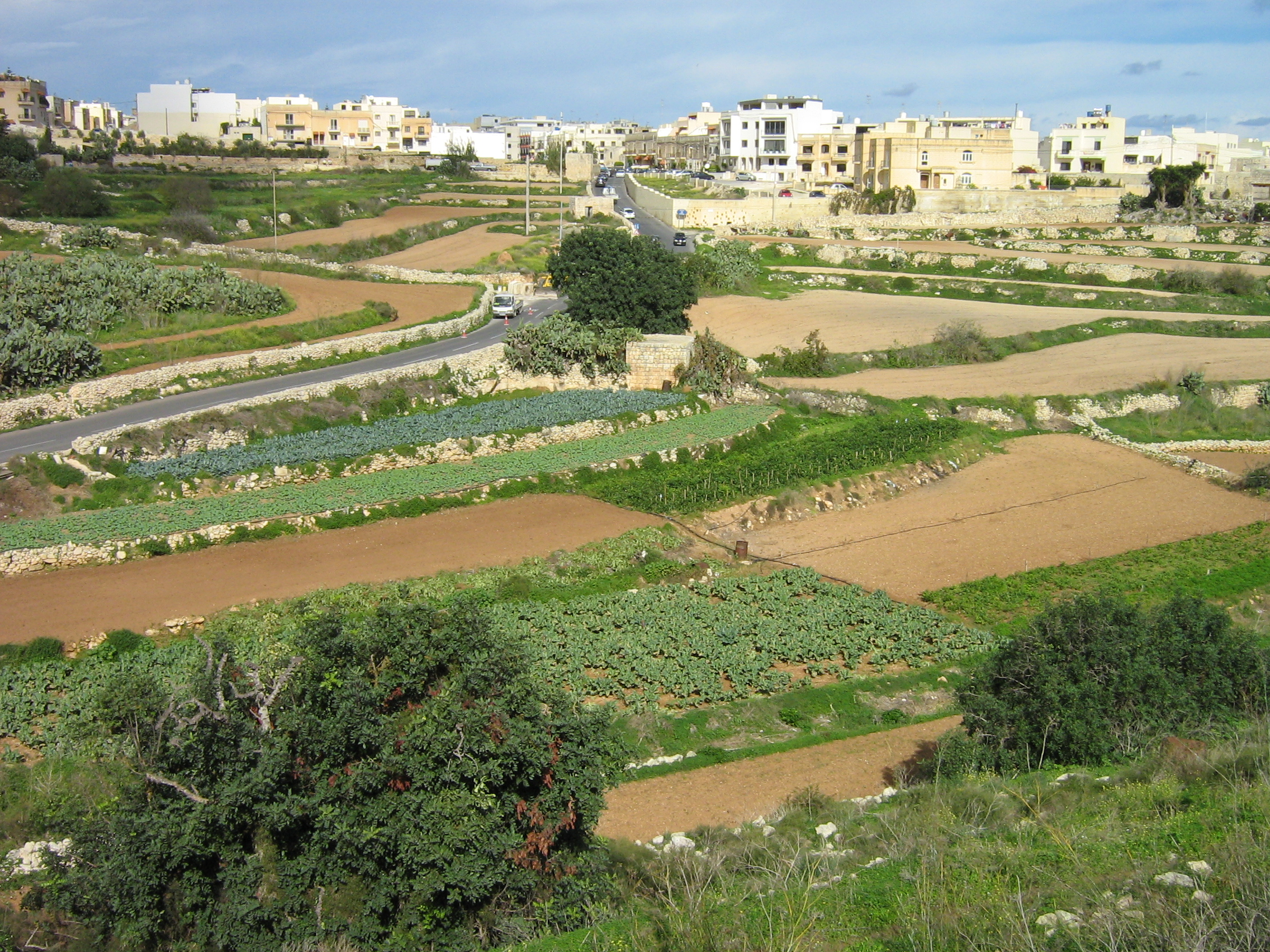
Művelt földek a jellegzetes kőkerítésekkel

Malta földrajzi adottságai miatt kevésbé alkalmas a földművelésre, mint a szomszédos Gozo. A legjobb termőterületek a dombok lábánál található agyag-kibúvások. A halászat a mai napig sokak megélhetését biztosítja. Földrajzi helyzete és öblei miatt a földközi-tengeri hajózás fontos csomópontja. A lakosság döntő többsége mégis a közalkalmazotti szférában és a turizmusban dolgozik.